# Edonis helena
Edonis helena es la única especie del género Edonis, en la familia Libellulidae. Habita desde el norte de Brasil hasta el sur de Argentina.

## Descripción
Edonis helena es una pequeña libélula que mide entre 29.3 y 32 milímetros. La base de las alas posteriores presenta una ancha mancha anaranjada. 